# グリーニョ
グリーニョ（イタリア語: Grigno）は、イタリア共和国トレンティーノ＝アルト・アディジェ州トレント自治県にある、人口約2,100人の基礎自治体（コムーネ）。

## 地理

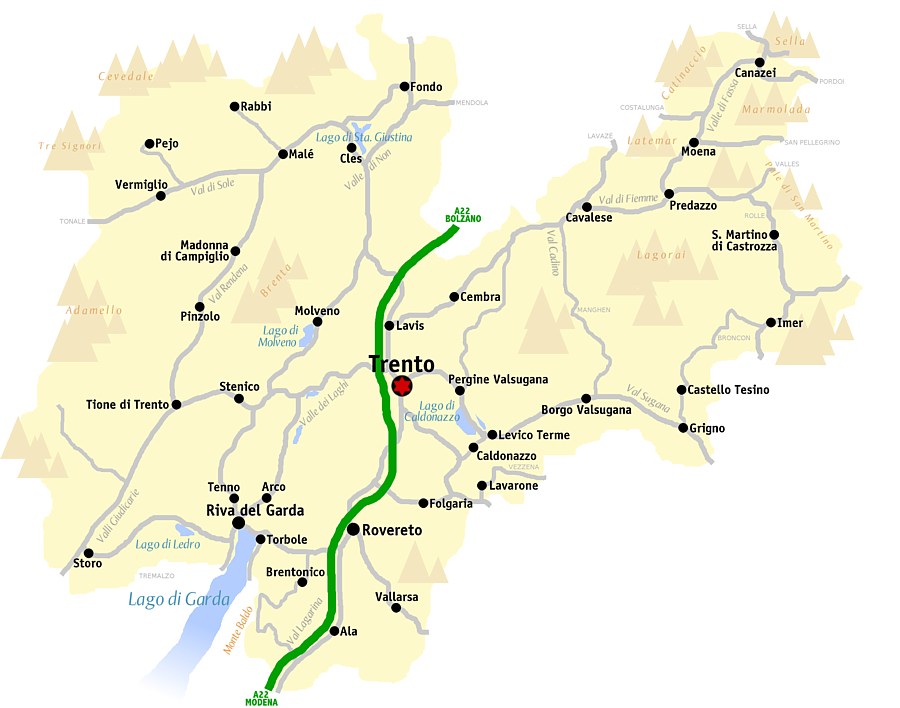
トレント県概略図

### 位置・広がり
トレント自治県南東部に位置するコムーネ。ボルゴ・ヴァルスガーナから東南東へ14km、県都トレントから東へ40kmの距離にある。

#### 隣接コムーネ
隣接するコムーネは以下の通り。括弧内のBLはベッルーノ県、VIはヴィチェンツァ県所属を示す。
| - アルシエ (BL) - アジアーゴ (VI) - カステッロ・テジーノ - チンテ・テジーノ - エーネゴ (VI) - オスペダレット - ヴァルブレンタ (チズモーン・デル・グラッパ) (VI) |

## 行政

### 分離集落
グリーニョには、以下の分離集落（フラツィオーネ）がある。
- Belvedere, Filippini, Martincelli, Masi Ornè, Palù, Pianello, Puele, Selva, Serafini, Tollo, Tezze

### Comunita di valle
トレント自治県が設置した広域行政組織 Comunita di valle 「ヴァルスガーナ・エ・テジーノ」 (it:Comunita Valsugana e Tesino) （事務所所在地: ボルゴ・ヴァルスガーナ）に属する。

## 住民

### 言語
| 少数言語話者の割合（2011年） | 少数言語話者の割合（2011年） | 少数言語話者の割合（2011年） | 少数言語話者の割合（2011年） | 少数言語話者の割合（2011年） |
| ---------------------------- | ---------------------------- | ---------------------------- | ---------------------------- | ---------------------------- |
|                              |                              |                              |                              |                              |
| ラディン語                   | ラディン語                   |                              | 0.4%                         | 0.4%                         |
| モケーニ語                   | モケーニ語                   |                              | 0.0%                         | 0.0%                         |
| チンブロ語                   | チンブロ語                   |                              | 0.0%                         | 0.0%                         |

2011年10月9日に行われた国勢調査によれば、若干のラディン語話者がいる。